# Bni Bounsar
Bni Bounsar  (in arabo بني بونصر‎?) è un centro abitato e comune rurale del Marocco situato nella provincia di Al-Hoseyma, regione di Tangeri-Tetouan-Al Hoceima. Conta una popolazione di 7 660 abitanti (censimento 2014).